# Feliks Barański
Feliks Michał Barański (ur. 18 maja 1915 we Lwowie, zm. 10 lutego 2006 w Krakowie) – polski matematyk, członek lwowskiej szkoły matematycznej, specjalista w dziedzinie równań różniczkowych.

## Życiorys
Należał do lwowskich matematyków skupionych wokół Stefana Banacha i Hugona Steinhausa w Lwowskiej Szkole Matematycznej. W czasie okupacji niemieckiej Lwowa (1941–1944) był, wraz z wieloma innymi lwowskimi naukowcami, karmicielem wszy w Instytucie Badań nad Tyfusem Plamistym prof. Rudolfa Weigla. Po wojnie został wysiedlony ze Lwowa; zamieszkał w Krakowie. W 1958 r. uzyskał doktorat. Od 1963 r. był doktorem habilitowanym. W 1972 r. został mianowany profesorem nadzwyczajnym. Od roku 1948  aż do zakończenia kariery był zatrudniony w Politechnice Krakowskiej. W latach 1957–1979 pracował również w Wyższej Szkole Pedagogicznej w Krakowie. Członek Polskiego Towarzystwa Matematycznego (od 1949). Odznaczony Złotym Krzyżem Zasługi i Krzyżem Kawalerskim Orderu Odrodzenia Polski (1973).